# Federico Marchetti (imprenditore)
Federico Marchetti (Ravenna, 21 febbraio 1969) è un imprenditore italiano, fondatore di Yoox Net-A-Porter Group.

## Biografia
Dopo essersi laureato alla Bocconi e aver conseguito un MBA alla Columbia University e dopo una breve carriera in finanza e consulenza, nel 2000 ha creato a Zola Predosa la società di vendita al dettaglio su Internet.
Nel dicembre 2009, Marchetti ha quotato il gruppo Yoox alla Borsa Italiana, la prima società tecnologica europea a farlo dalla crisi economica di quel periodo. Nel 2010, Yoox Group ha aperto i suoi primi uffici in Cina nella città di Shanghai, aprendo il suo primo sito monomarca, www.emporioarmani.cn. Nel 2018, con una valutazione di 6 miliardi di dollari, Yoox Net-A-Porter è entrata a far parte del gruppo Richemont, uno dei maggiori gruppi al mondo nel settore del lusso.
Il 23 luglio 2021 ha lasciato la carica di amministratore delegato del gruppo Yoox, come annunciato nel 2020, per dedicarsi a progetti di sostenibilità e all'insegnamento all'Università Bocconi.  L'Antitrust ha comminato una multa a Yoox Net-a-Porter Group per 5,25 milioni di euro per prezzi ingannevoli e limiti al diritto di recesso. I comportamenti scorretti si sono tenuti tra il 2019 e il 2022 cioè prima che Federico Marchetti lasciasse la carica di amministratore delegato di YNAP. 
Nel 2023 ha pubblicato il suo primo libro, scritto a due mani con Daniela Hamaui Le avventure di un innovatore. 

## Opere
- Le avventure di un innovatore, con Daniela Hamaui, Longanesi, 2023.

## Premi e riconoscimenti
- Nel 2011 ha ricevuto un premio per l'innovazione e Internet dall'organizzazione italiana Chi è Chi (Who's Who).[6]
- Il 25 gennaio 2012, Marchetti e Yoox Group hanno ricevuto il Premio Leonardo per l'innovazione del comitato Leonardo per l'innovazione da parte di Giorgio Napolitano.[7]
- Nel 2018 ha ricevuto il Premio America assegnatogli dalla Fondazione Italia USA in una cerimonia tenutasi presso il parlamento.[8]